# Amstelveld
Het Amstelveld is een plein in het centrum van Amsterdam, tussen de Reguliersgracht, Prinsengracht en de Kerkstraat, vlak bij de Utrechtsestraat. De Amstelkerk, een overwegend van hout vervaardigd gebouw, staat aan het plein. De karakteristieke beplanting bestaat uit 46 Kaukasische vleugelnootbomen (Pterocarya fraxinifolia).

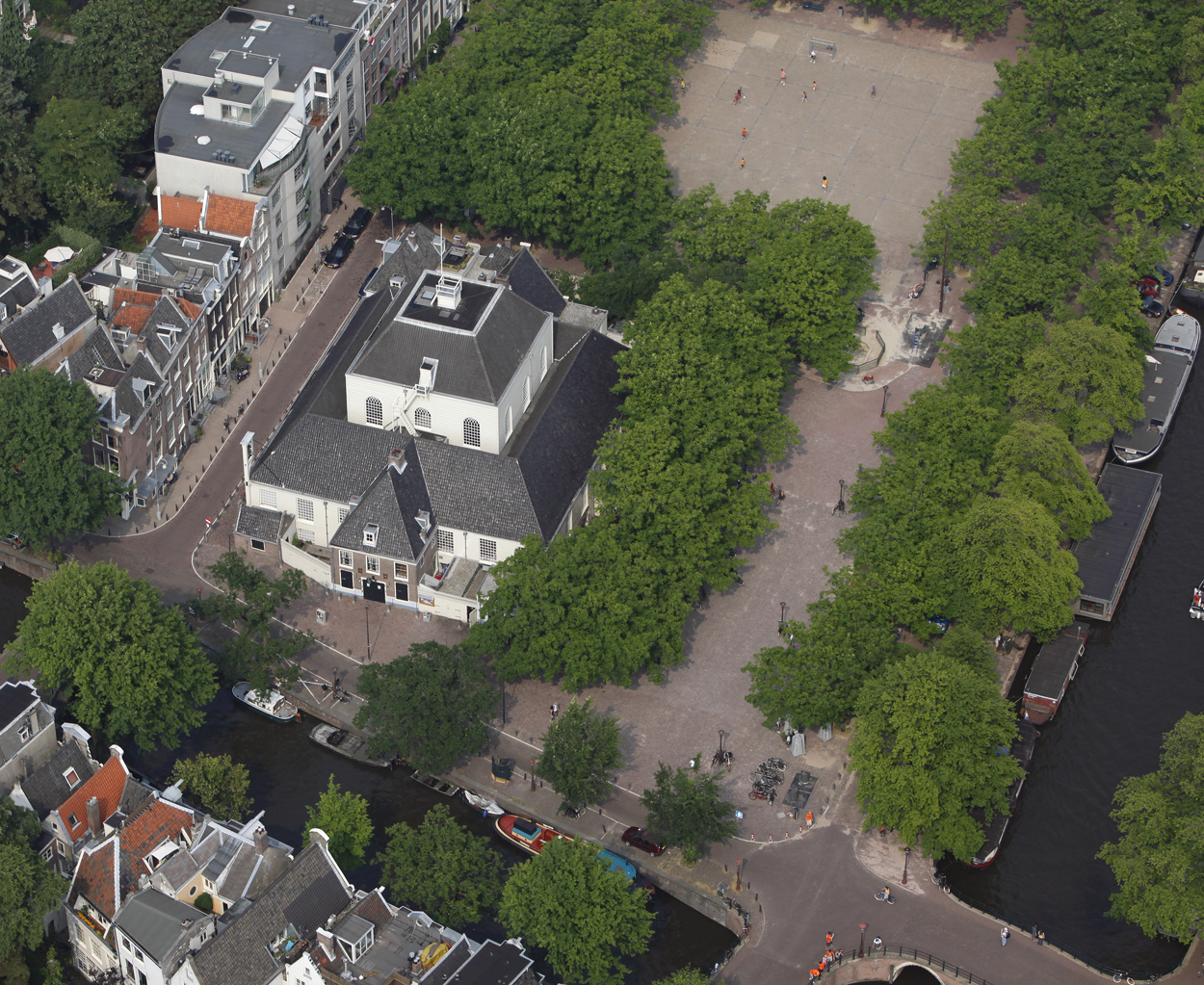
Het Amstelveld met de Amstelkerk gezien vanuit de lucht.

In 1658 moest Amsterdam uitgebreid worden en er werd een lange straat gepland tussen de Keizers- en Prinsengracht. Langs deze straat kwamen vier grote ruimtes voor nieuwe kerken. De straat werd de Kerkstraat genoemd en een van die lege ruimtes werd het Amstelveld.
's Maandags is er bloemenmarkt. Er worden ook antiekmarkten gehouden. Er is een café met terras, een kinderspeelplaats met zandbak, een jeu-de-boulesbaan en ruimte om te voetballen. Een klein beeld van de Amsterdamse volksfiguur Kokadorus staat langs het plein, gemaakt door Erica van Eeghen. Op 21 maart 1974 opende Irene Vorrink, op dat moment minister van Volksgezondheid en Milieuhygiëne, het eerste witkarstation, aan het Amstelveld.
In 2006 verleende Stadsdeel Amsterdam-Centrum een kapvergunning voor 14 (van de 46) vleugelnootbomen. Omwonenden stelden in 2007 hoger beroep in bij de Raad van State. In 2010 resulteerde het overleg met bewoners in de Werkgroep Amstelveld, in herbestrating met behoud van alle bomen.